# دهستان بایگ
دهستان بایگ دهستانی از توابع بخش بایگ شهرستان تربت حیدریه در استان خراسان رضوی ایران است و براساس سرشماری سال ۱۳۹۵ جمعیت آن  ۳٬۳۹۲ نفر (۱٬۲۷۰ خانوار) بوده‌است.